# Berget på månens baksida

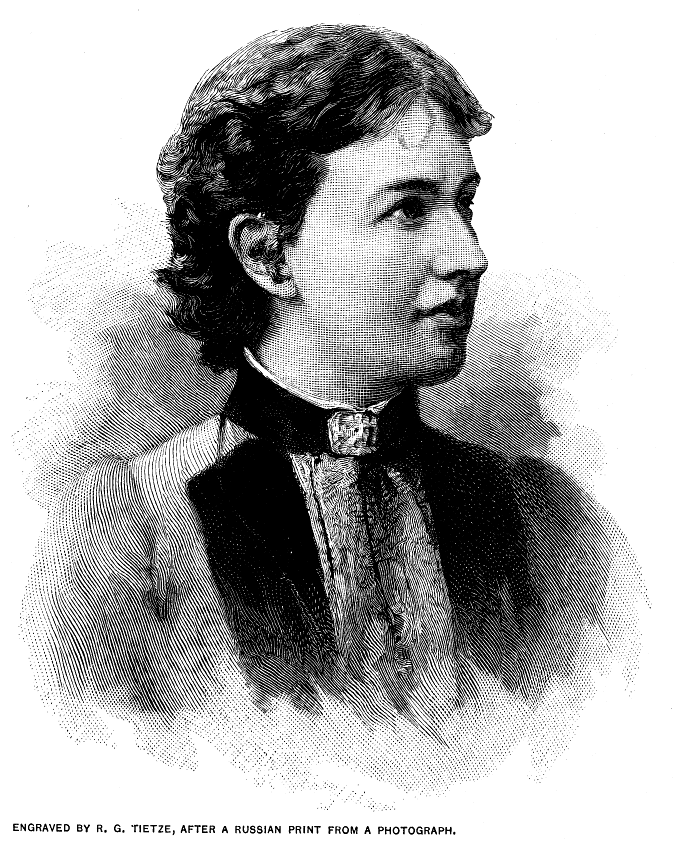
Sofja Kovalevskaja

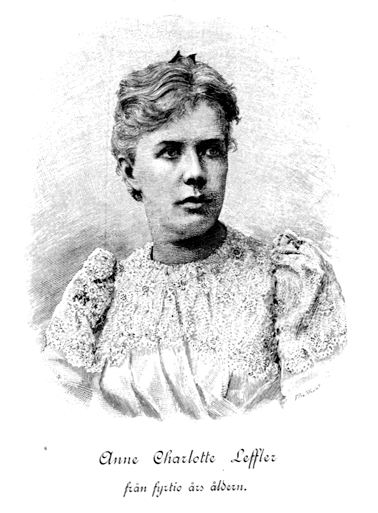
Anne Charlotte Leffler

Berget på månens baksida är en svensk dramafilm från 1983, i regi av Lennart Hjulström. Den handlar om Sonja Kovalevskij (Sofja Kovalevskaja) och Anne Charlotte Leffler.

## Handling
Filmen inleds med en informationstext som ger en kort bild över Kovalevskajas liv. Därefter följer en scen på en båt där Kovalevskaja samtalar med en man som lagt märke till henne. Kovalevskaja förklarar att hon är änka då hennes äkta man tagit livet av sig i Moskva.
Handlingen förflyttas därefter till Stockholms högskola där Kovalevskaja håller en föreläsning i matematik. Vid föreläsningen presenteras hon för åhörarna av matematikern Gösta Mittag-Leffler. Hon kommer senare att lära känna hans syster Anne Charlotte Leffler och hennes make Gustaf Edgren. Kovalevskaja och Anne Charlotte Leffler blir nära vänner.
Anne Charlotte Leffler klagar över sitt disharmoniska äktenskap med maken Edgren. Hon frågar Kovalevskaja vad hon ska göra och Kovalevskaja svarar att hon inte vet då hon aldrig blivit älskad av någon. Kovalevskaja blir presenterad för Maxim Kovalevskij, som ska hålla en serie föreläsningar om kvinnofrågan. De båda börjar att umgås alltmer intensivt och tycke uppstår. Maxim Kovalevskij friar men Kovalevskaja nekar hans förfrågan. Han reser sin väg och Kovalevskaja gråter ofta. Anne Charlotte Leffler råder henne att resa efter honom, men hon hänvisar till sitt arbete som skäl för att inte göra det.
Kovalevskaja arbetar med ett problem om roterande kroppars fasta punkt. Om hon löser problemet kommer hon att få ett berg på månens baksida uppkallat efter sig. I arbetet stöttas hon av Gösta Mittag-Leffler.
Anne Charlotte Leffler berättar att hon ska lämna maken Edgren och resa till Italien. Kovalevskaja får motta Brodin-priset för sitt arbete och Maxim Kovalevskij kommer till Stockholm och gratulerar. Han följer med Kovalevskaja till Paris för att ta emot priset och där kulminerar en svartsjukekris som slutar med att Kovalevskaja reser hem ensam till Stockholm. Anne Charlotte Leffler uppmanar henne att resa tillbaka till Paris, medan Gösta Mittag-Leffler vill att hon ska stanna. Kovalevskajas dotter Foufa höjer rösten och uppmanar modern att resa, vilket hon gör. I Paris utbryter ett häftigt gräl som slutar med att Kovalevskij slår henne. Hon reser tillbaka till Stockholm där hon avlider.

## Rollista
- Gunilla Nyroos – Sonja Kovalevskij
- Thommy Berggren – Maxim Kovalevskij
- Bibi Andersson – Ann-Charlotte Leffler
- Ingvar Hirdwall – Gustaf Edgren
- Iwar Wiklander – Gösta Mittag-Leffler
- Gerd Hegnell – Martha Mittag-Leffler
- Birgitta Ulfsson – Greta
- Roland Hedlund – Anton
- Lina Pleijel – Foufa Kovalevskij

## Om filmen
Berget på månens baksida producerades av Bert Sundberg för Moviemakers Sweden AB, Stiftelsen Svenska Filminstitutet, Sveriges Television AB och Sandrew Film & Teater AB. Manus skrevs av Agneta Pleijel och filmfotot gjordes av Sten Holmberg. Musiken komponerades av Lars-Eric Brossner och filmen klipptes av Lasse Lundberg. Den premiärvisades den 22 oktober 1983 på biograf Grand i Stockholm.
Vid Taormina International Film Festival 1984 belönades filmen med andra pris. Nyroos och Berggren fick även pris för sina skådespelarinsatser. Vid Chicago International Film Festival 1984 nominerades Hjulström till en Gold Hugo. Nyroos belönades med Guldbagge 1985 i kategorin bästa skådespelerska.